# Aktion 14f13

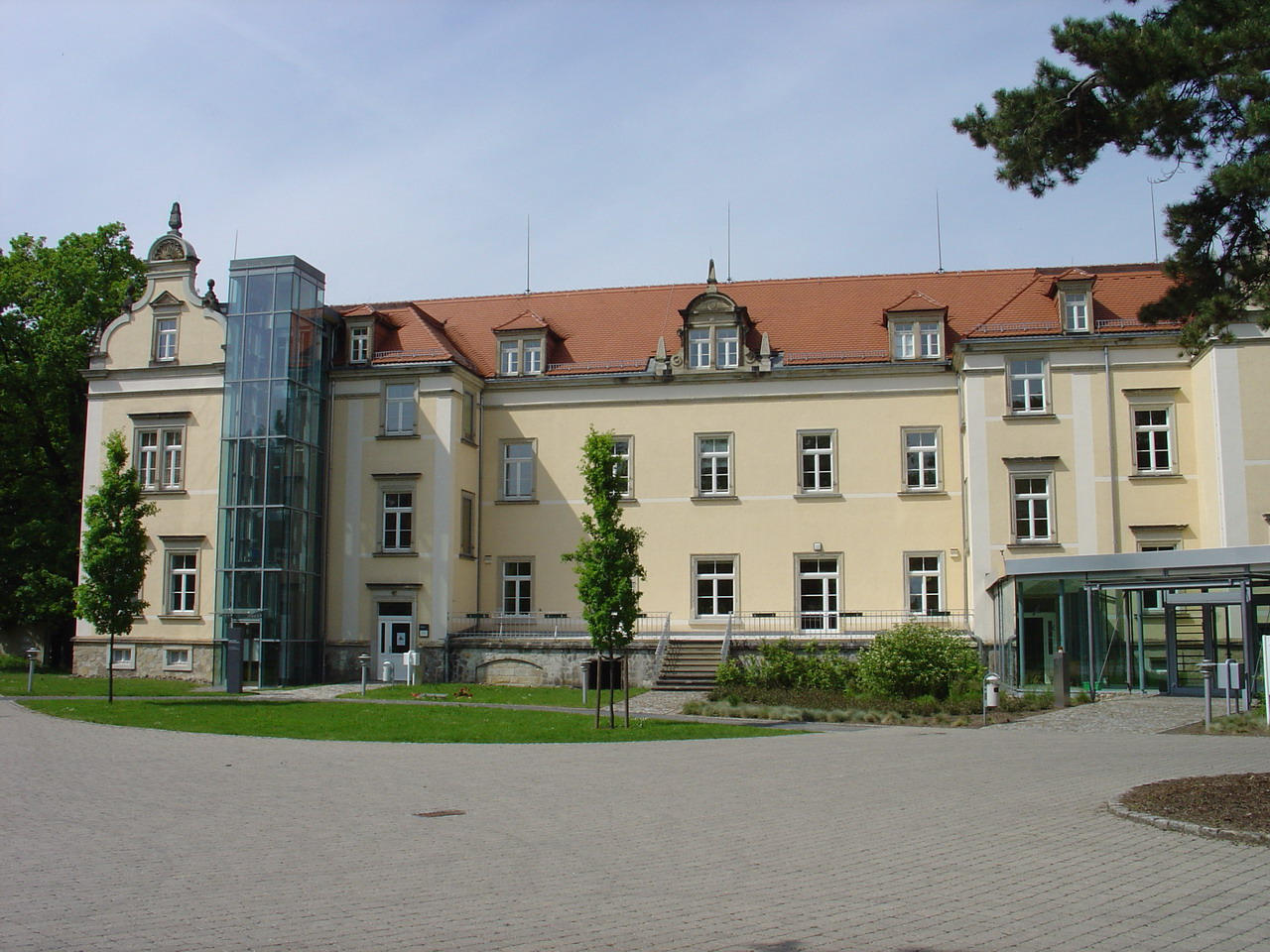
I källaren på anstalten Sonnenstein mördades 13 720 handikappade personer och minst 1 031 fångar från Buchenwald.

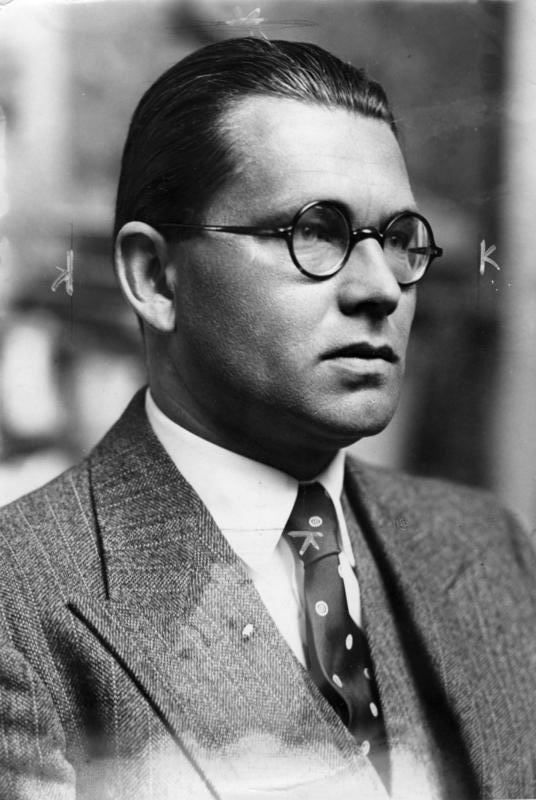
Philipp Bouhler, chef för Aktion T4.

Aktion 14f13 var kodnamnet för nazisternas massmord på mellan 10 000 och 20 000 personer med psykiska och fysiska funktionnedsättningar, gamla, "icke arbetsföra" och ”livsodugliga” koncentrationslägerfångar. Även många politiskt oppositionella och judar mördades inom aktionen.  Aktion 14f13 pågick mellan april 1941 och mars 1942.

## Historia
Aktion 14f13 var delvis en fortsättning på Nazitysklands generella ”eutanasiprogram” Aktion T4 då personer med fysiska och psykiska funktionsnedsättningar gasades ihjäl på anstalterna Bernburg, Sonnenstein, Brandenburg, Grafeneck, Hadamar och Hartheim. Aktion 14f13 startades på initiativ av Reichsführer-SS Heinrich Himmler för att "befria" koncentrationslägren från vad som kallades odugliga "ballastexistenser". Himmler såg att man för detta ändamål kunde använda de gaskammare som fanns på anstalterna. Chefsläkaren för Aktion T4, Werner Heyde, blev ansvarig för att tillsammans med Inspektoratet för koncentrationslägren organisera selektionen av de lägerfångar som skulle sändas till sin död i gaskamrarna. Denna mordmetod kom senare att användas vid massmorden av judar i bland annat Auschwitz.
Bland de ansvariga för Aktion 14f13 återfanns Reichführer-SS Heinrich Himmler, SS-generalen Philipp Bouhler och ämbetsmannen Viktor Brack som ledde Aktion T4 samt läkarna Werner Heyde och Paul Nitsche.
Koden 14f13 ingick i SS:s bokföringssystem; "14" stod för Inspektoratet för koncentrationslägren, "f" för "dödsfall" (tyska Todesfälle) och "13" för gasning på anstalt.